# Essing

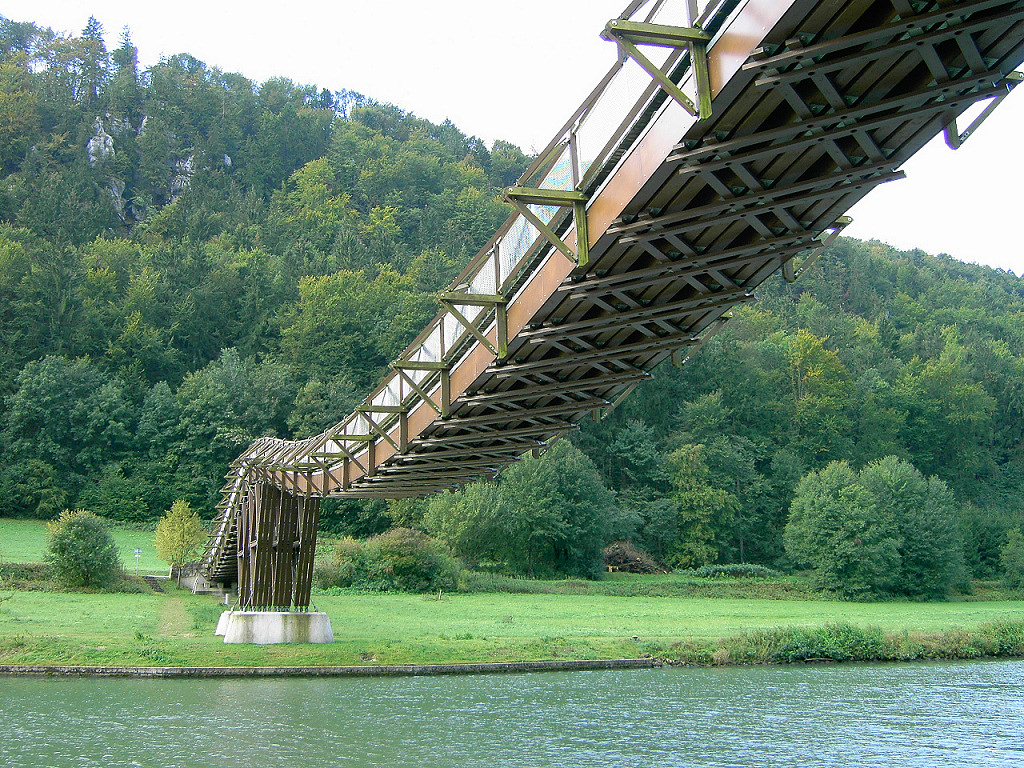
Most nad Altmühl

Essing – gmina targowa w Niemczech, w kraju związkowym Bawaria, w rejencji Dolna Bawaria, w regionie Ratyzbona, w powiecie Kelheim, wchodzi w skład wspólnoty administracyjnej Ihrlerstein. Leży około 7 km na zachód od Kelheim, nad rzeką Altmühl.

## Dzielnice
W skład gminy wchodzą następujące dzielnice: 
- Altessing
- Neuessing
- Randeck

## Demografia
| Rok  | Liczba mieszk. |
| ---- | -------------- |
| 1970 | 996            |
| 1987 | 970            |
| 2000 | 1 032          |

## Polityka
Wójtem od 1988 jest Jörg Nowy (bezpartyjny).

## Atrakcje
- most nad Altmühl
- zamek Randeck
- jaskinia Klausen

## Oświata
(na 1999)

W gminie znajduje się przedszkole.